# Aphelandra xanthantha
Aphelandra xanthantha är en akantusväxtart som beskrevs av Emery Clarence Leonard. Aphelandra xanthantha ingår i släktet Aphelandra och familjen akantusväxter. Inga underarter finns listade i Catalogue of Life.